# Madagaskardajal

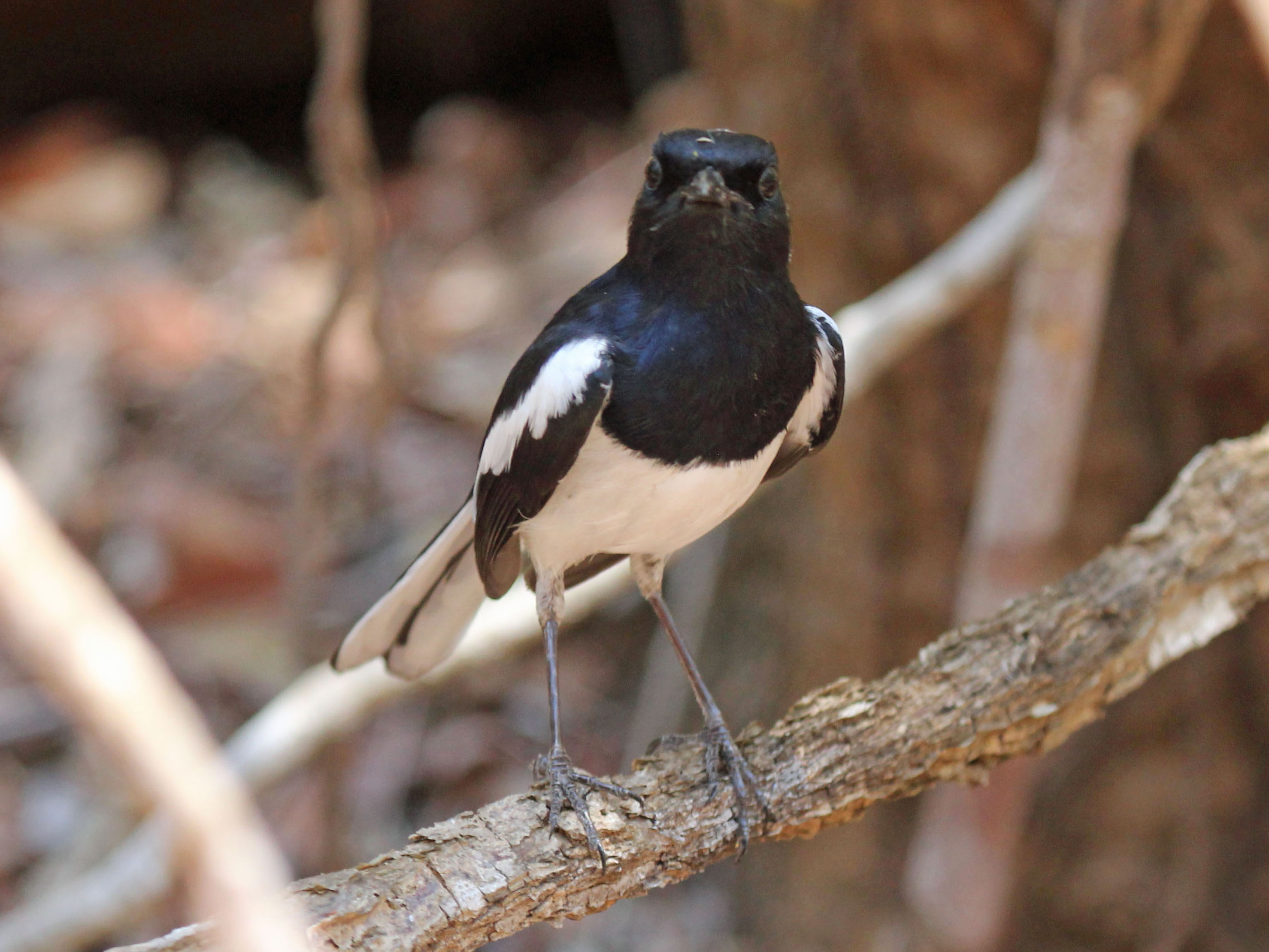
Vorderansicht Männchen

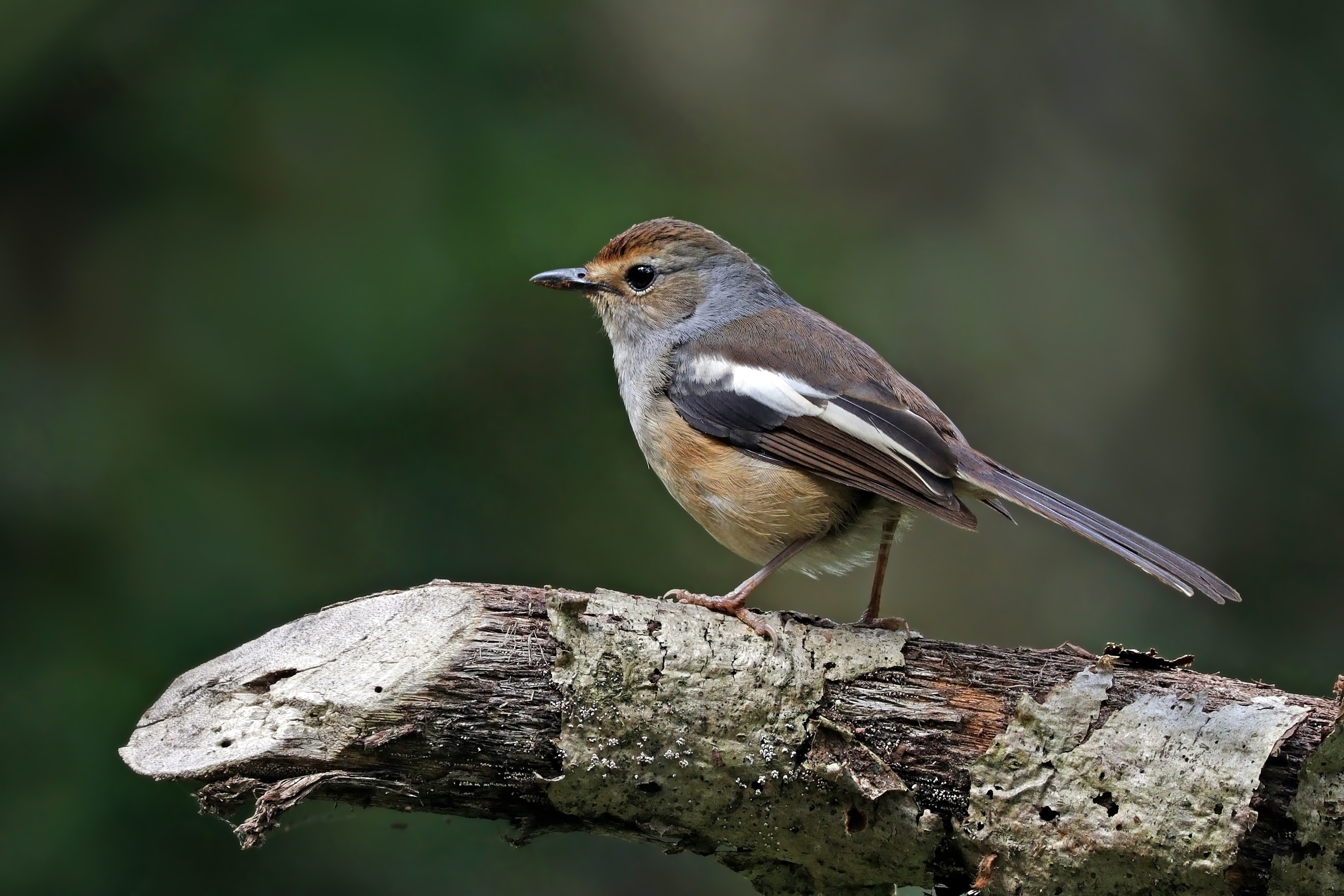
Weibchen

Der Madagaskardajal (Copsychus albospecularis) ist ein endemisch auf Madagaskar vorkommender Vogel aus der Familie der Fliegenschnäpper (Muscicapidae).

## Merkmale
Madagaskardajale erreichen eine Körperlänge von 18 Zentimetern und ein Gewicht von 21 bis 24 Gramm. Zwischen den Geschlechtern besteht ein deutlicher Sexualdimorphismus. Die Männchen sind überwiegend glänzend schwarz gefärbt. Lediglich ein schmaler Streifen auf den Flügeln, die unteren Steuerfedern und zuweilen der Bauchbereich sind weiß. Die Weibchen zeigen bei ähnlicher Zeichnung ein mattes, dunkles Grau bis Braun in den beim Männchen schwarz gefärbten Bereichen.

## Stimme
Der Gesang besteht aus einer Aneinanderreihung von klaren, hohen Noten und Trillern, die ruhig vorgetragen werden. Die Vögel sind in der Lage, den Gesang anderer Arten zu imitieren.

## Ähnliche Arten
Dem Madagaskardajal zeichnungsmäßig sehr ähnlich ist der Seychellendajal (Copsychus sechellarum). Da diese Art auf den Seychellen endemisch vorkommt, gibt es keine geographische Überlappung mit Copsychus s albospecularis.

## Verbreitung, Unterarten und Lebensraum
Das Verbreitungsgebiet der Madagaskardajale umfasst die gesamte Insel Madagaskar. Sie kommen dort in den verschiedensten Biotopen vor und sind sowohl in trockenen Küstengebieten, Regen- und Mangrovenwäldern als auch in Bananen-, Kakao- oder Kaffeeplantagen sowie in Gartenanlagen heimisch. Die Höhenverbreitung reicht bis auf 1800 Meter. Neben der im Nordosten Madagaskars vorkommenden Nominatform Copsychus albospecularis albospecularis sind zwei weitere Unterarten bekannt:
- Copsychus albospecularis inexspectatus Richmond, 1897 – in der Mitte und im Südosten Madagaskars
- Copsychus albospecularis pica Pelzeln, 1858 – im Westen, Südwesten und Norden Madagaskars.

## Lebensweise
Die Vögel ernähren sich in erster Linie von verschiedenen Insekten, beispielsweise von Ameisen, Käfern, Heuschrecken und Raupen sowie Spinnen, Landasseln und Würmern, die bevorzugt vom Erdboden aufgelesen werden. Zuweilen werden auch Wirbeltiere erbeutet, beispielsweise kleine Geckos oder Froschlurche. Beeren dienen nur gelegentlich als Nahrung. Die Hauptbrutsaison fällt in die Monate September bis Dezember. Einzelne Nester wurden auch noch im Februar oder bis in den Juni gefunden. Das tassenförmige Nest wird aus Gräsern, Blattstielen, Moos und Tierhaaren gefertigt und in Erdmauern, in Baumhöhlen hinter hängender Vegetation oder auch in Bananenbäumen platziert und mit zwei bis fünf blaugrünen und leicht grauviolett gesprenkelten Eiern bestückt. Die Brut- und Nestlingszeit beträgt jeweils 13 Tage. Nach dem Ausfliegen werden die Jungen noch einige Tage von den Eltern versorgt. Die Vögel erleiden zuweilen Verluste, da sie ein beliebtes Jagdobjekt des Madagaskarsperbers (Accipiter madagascariensis) sind.

## Gefährdung
Der Madagaskardajal ist auf Madagaskar weit verbreitet und nicht selten. Er wird demzufolge von der Weltnaturschutzorganisation IUCN als  „least concern = nicht gefährdet“ klassifiziert.